# إسحاق بازار
إسحاق بازار (بالفارسية: اسحاق بازار) هي قرية تقع في البلدة المركزية في إيران. يقدر عدد سكانها بـ 983 نسمة بحسب إحصاء 2016.